# Meccanofilia
La meccanofilia o meccafilia è una parafilia che consiste nell'attrazione sessuale per macchine come biciclette, veicoli, elicotteri e aeroplani.
La meccanofilia è stata usata per descrivere importanti opere dei primi modernisti come il FEKS "Eccentric Manifesto" di Leonid Trauberg, Sergej Jutkevič, Grigorij Michajlovič Koznicev